# Мой дядя Бенжамен
«Мой дя́дя Бенжаме́н» (фр. Mon oncle Benjamin) — кинофильм 1969 года. Экранизация романа Клода Тилье.

## Сюжет
Сельский врач Бенжамен (Жак Брель) — душа местного общества, личность поистине незаурядная и демократичная. Неудивительно, что в него по уши влюблена юная и очаровательная Манетта (Клод Жад), дочь трактирщика. Но она намеревается уступить врачу только ценой брачного договора в кармане. За Манеттой следит её отец, который делает все, чтобы защитить девственность дочери, которую он называет её «маленьким капиталом». Беттина, сестра Бенжамена, хочет женить его на дочери его друга и коллеги доктора Минксита, Арабелле, но та влюблена в виконта Пон-Кассе.

## В ролях
- Жак Брель — Бенжамен
- Клод Жад — Манетта
- Бернар Алан — Пон-Кассе
- Поль Франкер — доктор Минксит
- Лин Шардонне — Арабелла Минксит
- Бернар Блие — маркиз
- Робер Дальбан — трактирщик
- Рози Варт — Беттина, сестра Бенжамена

## Съёмки
Съёмки кинофильма проходили в
- Бургундии (департаменты Йонна и Ньевр): Везле, Кламси и его окрестностях, Аваллоне, Пьер-Пертюи (фр.) и в окрестностях Корбиньи (фр.)
- Шатли-сюр-Кюр (фр.): замок Шатли (фр.)
- аббатстве Ройомон
- департаменте Лозер
- лесу Рамбуйе, в долине Шеврёз (фр.).

## Отзывы критиков
Из живого романа, полного улыбающегося эпикурейства, Эдуар Молинаро сделал распутный и грубый фильм. Лишь очаровательная Клод Жад выделяется — каким чудом? — из окружающего безобразия.
Клод Жад красива и аппетитна, как и полагалось девушкам в ту славную эпоху.